# Kradenan (Trucuk)
Kradenan is een bestuurslaag in het regentschap Klaten van de provincie Midden-Java, Indonesië. Kradenan telt 4616 inwoners (volkstelling 2010).